# Se m'innamoro/Mami mami
Se m'innamoro/Mami mami è un singolo del gruppo musicale italiano Ricchi e Poveri, pubblicato nel 1985 dall'etichetta discografica Baby Records.

## Il disco
Il singolo ha riscosso un buon successo commerciale, raggiungendo la sesta posizione della classifica italiana dei singoli. È stato pubblicato anche in Germania (nella versione italiana) e in Spagna (nella versione spagnola).
Il lato A del 45 giri, Se m'innamoro, è stato presentato dal terzetto al Festival di Sanremo 1985, conquistando la vittoria della manifestazione.
Entrambi i brani del disco vengono compresi successivamente nell'edizione italiana dell'album Dimmi quando, uscito a fine anno.

## Tracce
LATO A
1. Se m'innamoro – 3:28 (testo: Cristiano Minellono – musica: Dario Farina; edizioni musicali Televis, Abramo Allione)

LATO B
1. Mami mami – 3:48 (testo: Cristiano Minellono – musica: Dario Farina, Michael Hofmann; edizioni musicali Televis)

## Crediti
- Ricchi e Poveri (Angela Brambati, Angelo Sotgiu, Franco Gatti): voci

## Classifiche

### Posizione massima
| Paese  | Posizione |
| ------ | --------- |
| Italia | 6         |

### Posizione di fine anno
| Paese  | Posizione |
| ------ | --------- |
| Italia | 54        |

## Dettagli pubblicazione
| Paese  | Data | Etichetta    | Formato | Nº Catalogo |
| ------ | ---- | ------------ | ------- | ----------- |
| Italia | 1985 | Baby Records | 45 giri | BR 50333    |

Pubblicazione & Copyright: 1985 - Baby Records - Milano.

Distribuzione: CGD - Messaggerie Musicali S.p.A. - Milano.